# Prince Amartey
Prince Amartey (* 25. Juni 1944 in Ho, Volta Region; † 23. September 2022 ebenda) war ein ghanaischer Boxer, der bei den Olympischen Sommerspielen 1972 die Bronzemedaille im Mittelgewicht gewann.

## Karriere

### Erfolgreicher Boxer
Bei den allerersten Afrikaspielen im Jahr 1965 nahm er an zwei Bewerben dieses Großwettkampfs teil, wobei er zuerst Gold und danach Bronze für Ghana gewann.
Amartey nahm 1968 an den Olympischen Spielen teil, schied jedoch im Halbmittelgewicht startend bereits im zweiten Kampf gegen Eric Blake aus dem Vereinigten Königreich (4:1) aus. Auch bei den Commonwealth Games 1970 hatte er wenig Erfolg und schied bereits im ersten Kampf gegen Patrick Doherty aus Irland aus. Im selben Jahr gewann er jedoch ein internationales Turnier in West-Berlin.
Bei den Militärweltmeisterschaften 1972 gewann er im Mittelgewicht (-75 kg) mit einem Finalsieg über Ennio Cometti aus Italien die Goldmedaille. Im Jahr darauf errang er bei den Olympischen Spielen die Bronzemedaille, wobei er im Halbfinale Reima Virtanen aus Finnland (3:2) unterlag. 1974 wurde Amartey jedoch aufgrund von psychischen Problemen im Rang eines Unteroffiziers aus der ghanaischen Armee entlassen, woraufhin er in seine Geburtsstadt zurückkehrte und dort von Gelegenheitsarbeit lebte. So arbeitete er jahrelang als Reinigungskraft in der vor Jahren geschlossenen YMCA-Halle in Ho und war danach als Landarbeiter in der Gemeinde angestellt.

### Zeit nach der Sportkarriere
Im Alter versuchte er seine Existenz zu sichern und arbeitete als Reinigungskraft (Kehrer) in einer privaten Gesundheitseinrichtung in der Stadt Ho. Anfang der 2010er Jahre versprach das Volta Regional Coordinating Council (VRCC) den knapp 70-jährigen zu rehabilitieren. Dieses Versprechen verschwand jedoch mit der Versetzung des damaligen Regionalministers Nii Laryea Afotey-Agbo in die Greater Accra Region. Ähnliche Versprechungen des Regional Coordinating Councils erwiesen sich bereits früher als vergeblich. Als ein Bericht über ihn am 23. November 2015 in der Ghanaian Times erschienen war, lebte der damals 71-Jährige in den Slums von Ho Hliha, einer Gegend in der Stadt Ho, und hatte keine garantierten Mahlzeiten. Zu dieser Zeit galt er bereits als schwach, gebrechlich und unsicher. Da ihm bereits die meisten Zähne fehlten und er sich nicht sicher war, woher seine nächste Mahlzeit kommen würde, sagte der vernachlässigte Sportler immer wieder, dass er sich von seinem Land betrogen fühlte, da er immer alles für das Land gegeben hätte, nun aber nichts zurückbekommen würde. Noch als über 70-Jähriger hatte er den Traum eines Tages eine Universität zu besuchen, um dort Musik zu studieren. Erst 2017 hatte das Regional Coordinating Council wieder versprochen, Amartey zu unterstützen. Im Jahr 2018 wurde er vom Club 50, einer sozialen Gruppe, in Zusammenarbeit mit dem Volta Regional Chapter der Sports Writers Association of Ghana (SWAG) zusammen mit Obed Mensah Aguadze, einem ehemaligen ghanaischen Fußballnationalspieler, für ihren Beitrag zum ghanaischen Sport geehrt. Eine weitere Ehrung erhielt er im Jahr 2020 von der Ghana Amateur Boxing Federation (GABF) anlässlich des International Boxing Days am 22. Juli. Bis heute (Stand: 2021) ist er der letzte ghanaische Einzelathlet, der bei den olympischen Spielen eine Medaille gewinnen konnte.

## Wettkämpfe
Olympische Sommerspiele 1968
| Runde    | Wertung | Gegner                             |
| -------- | ------- | ---------------------------------- |
| 1. Runde | 296:288 | Abdel Wahab Abdullah Salih, Sudan  |
| 2. Runde | 294:297 | Eric Blake, Vereinigtes Königreich |

Olympische Sommerspiele 1972
| Runde         | Wertung | Gegner                     |
| ------------- | ------- | -------------------------- |
| 1. Runde      | Freilos | Freilos                    |
| 2. Runde      | 297:287 | José Luis Espinosa, Mexiko |
| Viertelfinale | 296:292 | Poul Knudsen, Dänemark     |
| Halbfinale    | 293:294 | Reima Virtanen, Finnland   |